# Пересітниця
Пересітниця (пол. Przysietnica) — село в Польщі, у гміні Березів Березівського повіту Підкарпатського воєводства. Населення — 3941 особа (2011).

## Історія
Перша згадка про село походить з 1413 р.
Після півтисячоліття латинізації та полонізації до 1947 р. рештки українського населення Надсяння зберігали вірність греко-католицькій церкві і село продовжувало належати до парафії Іздебки Динівського деканату Апостольської адміністрації Лемківщини. Метричні книги велися від 1784 р. Село входило до Березівського повіту Львівського воєводства[джерело?].
У 1975-1998 роках село належало до Кросненського воєводства.

## Демографія
Демографічна структура станом на 31 березня 2011 року:
|          | Загалом | Допрацездатний вік | Працездатний вік | Постпрацездатний вік |
| -------- | ------- | ------------------ | ---------------- | -------------------- |
| Чоловіки | 1973    | 513                | 1287             | 173                  |
| Жінки    | 1968    | 500                | 1146             | 322                  |
| Разом    | 3941    | 1013               | 2433             | 495                  |